# Ines Johnson-Spain
Ines Johnson-Spain est une réalisatrice afro-allemande indépendante, révélée en 2019 par son premier long-métrage autobiographique Becoming Black.

## Biographie

### Enfance
Lorsque sa mère allemande (Sigrid) rencontre un étudiant togolais (Lucien) venu étudier à Bernau, près de Berlin, elle est mariée à un allemand (Armin) avec lequel elle a eu un petit garçon. De cette relation extra-conjugale entre Sigrid et Lucien naît Ines Johnson-Spain.
Après cette rupture, Sigrid et Armin décident de poursuivre leur vie commune et élèvent Ines ensemble aux côtés de son frère. Ines Johnson-Spain grandit dans les années 1960 à Berlin-Est en République démocratique allemande au sein d’une famille et d’un entourage blancs de peau. Sa couleur de peau sera niée pendant de nombreuses années, prétendant qu’elle est une pure coïncidence et qu’elle n’a pas de signification particulière.

### Formation et carrière
Après une formation en sciences des religions à l’Université libre de Berlin, Ines Johnson-Spain étudie les beaux-arts et la peinture à l’Université des arts de Berlin et en fera son métier. Elle travaille comme scénographe au théâtre et au cinéma au sein de nombreuses productions nationales et internationales en tous genres. Elle enseigne également la scénographie à la célèbre Université du film de Babelsberg.
Depuis 2002, Ines Johnson-Spain passe derrière la caméra afin de réaliser ses propres projets documentaires dans lesquels elle aborde les questions d’affiliation et de notion de soi à travers différents portraits, comme dans son documentaire de 2009 L’Esprit de Madjid où l’on suit le personnage de Madjid, jeune homme homosexuel pratiquant le vaudou.
Ines Johnson-Spain a bénéficié à plusieurs reprises de programmes de subventions comme le Berlin State Council on Video Artist Grant et s’est vu attribuer des bourses comme la Gerd-Ruge Stipendium afin de mener ses projets.

### Becoming Black
Pour son premier long-métrage autobiographique Becoming Black, sorti en 2019, Ines Johnson-Spain entreprend de filmer un retour aux sources afin de comprendre son identité, après de nombreuses années de silence et d’interrogations quant à sa couleur de peau et ses origines. Si ce documentaire se trouve être un portrait intime de la réalisatrice à travers l’évocation de souvenirs d’enfance douloureux et déroutants, il est également le portrait critique d’une société du rejet et du déni du racisme structurel. Au-delà d’une réflexion personnelle, on retrouve dans ce film, comme dans ses réalisations précédentes, les thèmes de l’identité, des normes sociales et des liens familiaux.
Au cours de rencontres et discussions filmées avec des membres de son entourage comme son beau-père ou des proches de son enfance, Ines Johnson-Spain tente de libérer la parole et comprendre le silence et les stratégies de déni mises en place depuis son enfance. Elle capture les images de son voyage au Togo et au Bénin où elle part à la rencontre des membres de la famille de son père. De ces rencontres émergent de nombreuses réflexions personnelles mais également sociales sur les thèmes de la famille et de l’affiliation.
À la suite de la première mondiale au Festival international du film documentaire d'Amsterdam en novembre 2019, le film est projeté dans des galeries et dans le cadre d’expositions mais est également au programme de nombreux festivals internationaux comme le Internationales Frauenfilmfestival de Dortmund et Cologne pour sa première allemande en septembre 2020 ou encore le festival Achtung Berlin pour sa première berlinoise en septembre 2020. Compte tenu du contexte sanitaire de l’année 2020, d’autres festivals européens et internationaux se doivent de programmer le film en ligne.

## Filmographie
- 2003-2006 : Le PingPong d‘Amour, série, 9x25 min. (Allemagne, France, Lanzarote, projet collectif TeamPingPong)
- 2005 : La Petite Différence, documentaire, 45 min.
- 2009 : L’Esprit de Madjid, documentaire, 55 min. (Togo)
- 2017 : Avoir et Être, court-métrage documentaire, 2 min. (Togo, Bénin)
- 2019 : Becoming Black, documentaire, 91 min. (Allemagne, Togo, Bénin)

## Prix et distinctions
- 2020 : Nomination au Africa Movie Academy Awards pour le meilleur film documentaire et le meilleur film documentaire de diaspora pour Becoming Black
- 2020 : Lauréate au Africa Movie Academy Awards pour le meilleur film documentaire de diaspora pour Becoming Black
- 2020 : Nomination au Prix Europa TV pour le meilleur film documentaire pour Becoming Black